# CEルスピタレート
セントラ・ダスポルツ・ルスピタレート（Centre d'Esports l'Hospitalet）は、スペイン・カタルーニャ州バルセロナ県ルスピタレート・ダ・リュブラガートに本拠地を置くサッカークラブ。1957年に設立された。現在はテルセーラ・ディビシオンRFEFに所属している。

## 歴史
1957年にUDルスピタレート、CDサンタ・エウラリア、CFエルクレスの3チームが合併して設立された。
1963-64シーズンからセグンダ・ディビシオンに3シーズン在籍したが、これはセグンダ・ディビシオンBが3部リーグとして創設される前のものだった。
1982年にセグンダ・ディビシオンBに昇格し、その後の20年間の大半を同カテゴリーで過ごした。
2017-18シーズンからはテルセーラ・ディビシオンに在籍している。

## タイトル
- セグンダ・ディビシオンB: 2012–13
- テルセーラ・ディビシオン: 1959–60, 1981–82, 2004–05, 2009–10

## 歴代監督
- ホセ・マリア・ノゲス 1993-1995
- ルビ 2003-2004
- アンヘル・ペドラサ 2010

## 歴代所属選手
- ミケル・ソレール 1986
- ハビエル・オリバ 1994-1997
- セルヒオ・ゴンサレス 1995
- マリオ・ベルメホ 2001-2002
- ビクトル・イバニェス 2011-2012
- オリオル・ロサーノ 2012-2013
- ミゲル・アンヘル・ルケ 2014-2015
- ダニエル・フェルナンデス・アルトラ 2015-